# Териология
Териологията (наричана още мамалиология) е биологична наука за бозайниците, дял от зоологията. Тя изучава техния произход, развитие, анатомия, физиология, екология, етология, видово разнообразие и класификация. Към днешно време са открити 6495 вида бозайници, 96 от които са изчезнали през последните 500 години.
Териологията включва:
- кетология – изучава китообразните
- кинология – изучава кучетата
- приматология – изучава приматите
- фелинология – изучава котките
- хипология – изучава конете
- хироптерология – изучава прилепите